# 마농의 샘 2
마농의 샘 2(Manon Des Sources, Manon Of The Spring)는 프랑스에서 제작된 클로드 베리 감독의 1986년 드라마 영화이다. 이브 몽땅 등이 주연으로 출연하였다.

## 출연

### 주연
- 이브 몽땅
- 다니엘 오떼유
- 엠마누엘 베아르

### 조연
- 이폴리트 지라르도
- 마가리타 로자노
- 엘리자베스 드파르디외

## 제작진
- 원작자: 마르셀 파뇰
- 협력프로듀서: 알렝 프와레
- 미술: 버나드 베자
- 의상: 실비 고트레릿